# Sleeping (In the Fire)
Sleeping (In the fire) è il sesto singolo degli W.A.S.P., pubblicato nel 1985.
Registrata nel 1984 ed inserita nell'album W.A.S.P., la canzone è stata pubblicata l'anno successivo come singolo promo radiofonico contenente quell'unica traccia.

## Tracce
1. Sleeping (In the fire) - 03:56

## Formazione
- Blackie Lawless - voce, basso
- Randy Piper - chitarra
- Chris Holmes - chitarra
- Tony Richards - batteria